# 中国语言列表
中国语言列表列出中國历史区域内各族群所使用的或曾经使用的语言，包括有声语言、无声语言、外来语言或替代语言。所有语言代码按照ISO 639-3或ISO 639-5的标准列出。
此列表的中国不特指中華民國、中华人民共和国等现实存在的政治实体，而是一个历史，地理，文化概念。
附有†記號者為已消亡語言，斜体为未经证实的可能存在于中国的语言。

## 漢藏語系

### 漢白語族
汉语作为大语言（Macrolanguage）时，其ISO 639-1（zh）(汉语)，ISO 639-2（chi）（B）、（zho）（T），ISO 639-3（cmn）（官话）。

#### 古汉语
| 语言      | 代码 | 备注   |
| --------- | ---- | ------ |
| 上古汉语† | ozh  | 已消亡 |
| 中古汉语† | ltc  | 已消亡 |
| 文言文    | lzh  |        |

#### 官话
多数汉族使用的语言。各方言区之间有差异，除去江淮官话之外可以互相交流。
| 语言 | 代码 | 方言                   | 备注                                                                                             |
| ---- | ---- | ---------------------- | ------------------------------------------------------------------------------------------------ |
| 官话 | cmn  | 现代标准汉语（普通话） | 以北京官话为基础的汉语标准语，是中国的通用语言                                                   |
| 官话 | cmn  | 北京官话               | 通行于北京及河北北部（热河）                                                                     |
| 官话 | cmn  | 东北官话               | 通行于东北地区大部                                                                               |
| 官话 | cmn  | 冀鲁官话               | 通行于天津、河北南部、山东西部                                                                   |
| 官话 | cmn  | 胶辽官话               | 通行于胶东半岛和辽东半岛                                                                         |
| 官话 | cmn  | 中原官话               | 通行于黄河中游地区，以及新疆南部的汉族聚居区                                                     |
| 官话 | cmn  | 兰银官话               | 通行于宁夏、甘肃、新疆北部的汉族聚居区                                                           |
| 官话 | cmn  | 西南官话               | 通行于西南地区的汉族聚居区                                                                       |
| 官话 | cmn  | 江淮官话               | 通行于皖中、苏北、南京地区；因其与吴语互相影响，与其他官话方言差异较大，故部分人认为其为独立语言 |

#### 官话、闽语以外之汉语言
部分汉族使用的语言。中国内地学术界认为其是汉语的方言；而国际学术界以其不能交流性，认为其为汉语族下的独立语言。
| 语言   | 代码 | 备注                                                                             |
| ------ | ---- | -------------------------------------------------------------------------------- |
| 粤语   | yue  | 通行于广东中西部、广西东部以及香港、澳门                                         |
| 吴语   | wuu  | 通行于江苏南部、上海、浙江；吴语温州话与其他吴语差异极大，部分人认为其为独立语言 |
| 湘语   | hsn  | 通行于湖南大部                                                                   |
| 赣语   | gan  | 通行于江西中北部                                                                 |
| 客家语 | hak  | 通行于赣闽粤湘四省交界地带及广西东部及臺灣、東南亞地區、南美洲蘇利南等           |
| 徽语   | czh  | 通行于安徽南部                                                                   |
| 晋语   | cjy  | 通行于山西大部及陕西北部                                                         |

#### 闽语支
闽语的情况更复杂一些。闽语的各大分支几乎不能互相交流，因此国际学术界认为闽语的各个分支也是汉语族下的独立语言。
| 语言   | 代码 | 备注                                                         |
| ------ | ---- | ------------------------------------------------------------ |
| 闽东语 | cdo  | 通行于福州、宁德及闽浙边界地区                               |
| 莆仙语 | cpx  | 通行于莆田地区                                               |
| 闽南语 | nan  | 通行于福建南部、闽粤交界地带及臺灣、東南亞地區、美洲部分地區 |
| 闽北语 | mnp  | 通行于闽北地区                                               |
| 闽中语 | czo  | 通行于三明地区                                               |
| 邵将语 |      | 通行于南平、三明与江西省交界各县；受赣语影响较大             |
| 琼雷语 |      | 通行于雷州半岛和海南岛大部                                   |

### 古汉语
- 古汉语
  - 原始汉语
  - †上古汉语（ozh）
  - †中古汉语（ltc）
  - 文言文（lzh）
  - †近代漢語
  - †齐语
  - †楚語
  - †原始閩語
  - †古吳語
  - †古粵語
  - †古贛語
- 通用語
  - 老国音（1913-1932）
  - 現代標準漢語
    - 新國音
    - 國語
    - 普通话
    - 臺灣國語
    - 新馬華語

### 汉白语族
方言学家估计汉语族下有上百种无法互通的口音。它们形成了一个巨大的方言连续体，总体上差异随距离增加，也有差异明显的分界。
- 汉白语族
  - 汉语分支
    - †蜀语
    - 閩語支
      - 闽北语（mnp）
      - 邵将语
      - 闽中语（czo）
      - 闽东语（cdo）（含福州话）
      - 莆仙语（cpx）
      - 闽南语（nan）
        - 泉漳话（含厦门话、台湾话、东南亚福建话）
        - 潮汕话（含潮州话、汕头话）
        - 浙南闽语
        - 大田话（争议）
        - 中山闽语（争议，部分方言属闽东语）

      - 琼雷语
        - 雷州话
        - 海南话

    - 晋语（cjy）
    - 官话（cmn）
      - 官話核心區
        - 北京官话（含北京话、现代标准汉语）
        - 东北官话（含俄罗斯远东的塔兹语）
        - 中原官话
        - 冀鲁官话

      - 官話過渡區
        - 胶辽官话

      - 官話邊緣區
        - 兰银官话（含中亞的东干语）
        - 西南官话（含四川话）
        - 江淮官话（含南京话）

      - 地位未定
        - 天津話
        - 岷江话
        - 赣榆话

    - 湘语（hsn）（老湘语）
      - 娄邵片
      - 辰溆片
      - 永全片
      - 衡州片
      - 长益片（新湘语）

    - 徽语（czh）
      - 绩歙片
      - 休黟片
      - 祁婺片
      - 旌占片
      - 严州片

    - 吴语 （wuu）
      - 瓯江片（含温州话）
      - 太湖片（含上海话）
      - 台州片
      - 处衢片
      - 婺州片
      - 宣州片

    - 贛客語
      - 客家话（hak）
        - 粵台片（含梅縣話）
        - 粵北片
        - 海陸片
        - 粵西片
        - 汀州片
        - 於信片（于桂客語）
        - 寧龍片
        - 銅桂片

      - 赣语（gan）
        - 昌都片
        - 宜浏片
        - 吉茶片
        - 抚广片
        - 鹰弋片
        - 大通片
        - 耒资片
        - 怀岳片
        - 洞绥片

    - 粤语（yue）
      - 粤海片（含广州话）
      - 四邑片（含台山话）
      - 邕浔片（含南宁话）
      - 勾漏片
      - 罗广片
      - 高阳片
      - 钦廉片
      - 五华片

    - 平话和土话
      - 桂北平话（cnp）
      - 桂南平話（csp）
      - 粵北土話
      - 湘南土话
      - 苗瑶平话，既无法与当地汉语沟通，又不同于典型苗瑶语

  - 白语支
    - 白語
      - 中白语（劍川方言）（bca）
      - 南白语（大理方言）（bfs）
      - 北白语（碧江方言）（bfc）
      - 拉瑪语（拉玛方言）（lay）

    - 瓦乡话
    - 老辈子话
    - 蔡龙语支
      - 蔡家話
      - †?龙家语
      - †?卢人语

- 混合语
  - 倒话（汉藏）（河口话）
  - 水磨房话（汉藏）
  - 松潘话
  - 富馬話（府玛话）
  - 河湟话
    - 河州话（临夏话）
    - 甘沟话（乐都话）
    - 西宁话
    - 周屯话

  - 站话（北方官话与云南话）
  - 军家话
  - 嘉米话
  - 喇叭苗话
  - 東江本地話
  - 鐘山話
  - 蛮话
  - 莒江话
  - 占米话
  - 孔夫话
  - 迈话
  - 畲话
  - 六甲話
  - 酉水话
  - 八峒瑶语（峒话）
  - 平地瑶话（爷贺尼 Yeheni）
  - 徽宗语
  - 苑塘话（鸯塘话、蛇话）
  - 香蕉白話
  - 夹侗话
  - 夹壮话
  - 果敢語
  - 东干語
  - 经堂語
  - †漢兒言語
  - †蒙式汉语（蒙汉混合语）
  - †塔兹语
  - †协和语
  - †军队中国语

### 藏緬語族
- 藏緬語族
  - 博多-那嘎-钦语群（Boro-Naga-Chin）
    - 库基-钦语支（Kuki-Chin）
      - 库基语组
      - 钦语组

    - 那嘎-博多-嘎若语支
      - 那嘎语组
      - 博多语组
      - 嘎若语组

    - 米佐语支（Mizo，又称Lushai或Rai，过去称为赖语支）

  - 克伦语群
    - 克伦语支（Karenic）
      - 斯高语组：斯高语（Sgaw）、喀亚赫语（Kayah）、喀燕语（Kayah）等。
      - 帕沃语组：帕沃语（Paʼo）、波语（Pwo）等。

  - 藏-喜马拉雅语群
  - 羌语群
  - 彝缅语群
  - 萨尔语群
  - 其它未归类语支
    - 侬语支
    - 达尼语支
    - 鲁苏语支
    - 义都—达让语支
    - 桑朗语支
    - 舍朱奔语支
    - 格曼语支

#### 藏-喜马拉雅语群
- 藏-喜马拉雅语群
  - 绒巴语（Róng）（lep）雷布查语Lepcha
  - 达芒语支（Tamangic、TGTM语=Tamang - Gurung - Thakali - Manang）
    - 达芒语（Tamang）
    - 古隆语（Gurung）（gvr）

  - 西喜馬拉雅語支（West Himalayish）
    - 唐米語（Thangmi）（thf）
    - 巴拉姆语（Baram）（brd）
    - 布南语（Gahri）（bfu）
    - 蒂南语（Tinani）（lbf）
    - 帕塔南语（Pattani）（lae）（曼察德语 Manchad）

  - 大基兰特语支
    - 尼瓦尔语支
      - 尼瓦尔语

    - 基兰特语支（Kiranti）
      - 林布语

  - 大马嘉尔语支
    - 马嘉尔语支（Magaric）
      - 马嘉尔语
      - 卡姆語

  - 藏语群
    - 藏語支
      - †中古藏語（Old Tibetan）（otb）
      - †經典藏語（Classical Tibetan）（xct）
      - 藏語（tib）
        - 標準藏語（bod）
        - 中部藏語
          - 衛藏語（bod）
            - 前藏（卫）土语（拉薩藏语）
            - 后藏（藏）土语（日喀则藏语）
            - 阿里土语（嘎尔藏语）
            - 南部土语

          - 中部土语群
            - 多尔波藏語（Dolpo） (dre)(多尔卡 Dolkha)
            - 胡姆拉藏語（Humla） (hut)
            - 利米藏語（Limi）（利米荣 Limirong）
            - 洛米藏語（Lhomi）（lhm）
            - 洛瓦藏語（Lowa） (loy)（洛卡 Lokä、木斯唐 Mustang）
            - 穆古藏語（Mugom） (muk)（穆贡 Mugum）
            - 多罗派戈拉语（Dhrogpai Gola）
            - 瓦隆琼戈拉语（Walungchung Gola） (ola)（瓦隆格 Walungge、哈隆格 Halungge）
              - 杜丹语（Thudam）
              - 托佩戈拉语（Tokpegola、Thokpya、Dhokpya）

            - 蒂楚荣藏語（Tichurong） (tcn)
            - 黑帐话（Panang）（pcr）

          - 吉隆-卡噶特语群
            - 吉隆话（Kyirong）（kgy）（伦德语 Lende）
            - 卡噶特语（Kagate）（syw）
            - 楚姆语（Tsum）（ttz）
            - 朗塘语（Langtang）
            - 尤勒姆语（Yolmo）（scp）（赫兰布夏巴尔语 Helambu Sherpa）
            - 努布里语（Nubri）（kte）
            - 嘉松多语（Gyalsumdo）（gyo）

          - 夏尔巴-几热尔语群（Sherpa–Jirel）
            - 夏爾巴語（Sherpa）（xsr）
            - 几热尔语（Jirel）（jul）

          - 宗喀-锡金语群（Dzongkha–Lhokä）
            - 錫金語（Sikkimese）（sip）（菩提亚语 Bhutia）（德容炯语 Drengjong）
            - 宗喀語（Dzongkha）（dzo）（不丹語 Bhutanese）
            - 亞東語（卓木语 Groma）（gro）（Tromowa，J'umowa）

          - 拉达克–巴尔蒂语群（Ladakhi–Balti）
            - 羌塘语Changthang（cna）
            - 拉達克語（Ladakhi）（lbj）
            - 藏斯卡语（Zangskari）（zau）
            - 巴尔蒂语（Balti）（bft）
            - 普里吉语（Purgi）（prx 	prx）

        - 北部藏语
          - 安多藏語（adx）
          - 卓尼语（Choni）（cda）
          - 卡龙藏语（Rdoskad）
          - 色尔坝藏语（Gserskad）
          - 康巴语（Khams）（khg）
          - 卡姆巴语（Khamba）（kbg）
          - 切库语（Tseku）（tsk）
          - 舟曲藏语（Drugchu、Hbrugchu、Zhugchu）
          - 松潘藏语（Zhongu Tibetan）
          - 九寨沟藏语（Zitsadegu）
          - 东旺藏语（Dongwang Tibetan）
          - 东纳藏语（mDungnag）

    - 白馬語支
      - 白馬語（bqh）
        - 平武白马语
        - 文县白马语
        - 九寨沟白马语
        - 松潘白马语
        - 书面白马语

    - 察隅藏语
    - 墨脱藏语
    - 错那藏语
    - 巴松语（Basum）
    - †象雄语（xzh）
    - 东部藏语群
      - 工德语（Gongduk）（goe）
      - 奥勒语(ʼOle）（ole）(ʼOlekha、黑山门巴语 Black Mountain Monpa）
        - 西方奥勒语
        - 北部奥勒语
        - 南部奥勒语

      - 北門巴語支
        - 門巴語
          - 墨脱文浪话
          - 错那門巴語
          - 达旺門巴語（Tawang Monpatwm）（twm）
          - 达克巴语（Dakpa）（dka）（Dakpakha）
          - 塔克巴语（Takpa）（tkk）

        - 则米塘门巴语（Monpa of Zemithang)
        - 马果门巴语（Monpa of Dirang）
        - 听布门巴语（Monpa of Thingbu）
        - 地扎拉语（Dzala）（tkk）

      - 核心组
        - 尼恩语（Nyen、Phobjip）（neh）（Nyenkha）
        - 查理–布姆唐语组（Chali–Bumthang）
          - 查理语（Chali）（tgf）（Chalikha）
          - 布姆唐语组（Bumthangic）
            - 布姆唐语（Bumthang）（kjz）（Bumthangkha）
            - 堪语（Kheng）（xkf）（Khengkha）
            - 库尔托普语（Kurtöp）（xkz）（Kurtokha）
            - 努普比语（Nupbi）（npb）（Nupbikha）

    - 倉洛語支
      - 倉洛語 （tsj）
        - 夏错普喀语（Sharchopkha\塔希冈门巴语 Trashigang、不丹门巴语 Bhutan Tshangla）
        - 墨脱門巴語（Mêdog (Bomê) Monpa）
        - 倉洛门巴語（Cangluo Monpa）
        - 敦桑门巴语（Dungsam Monpa）
        - 德让门巴语（Dirang Monpa、也称为“中央门巴语”）
        - 比约卡普喀门巴语（Bjokapakha、Bjoka）

      - 穆尔辛门巴语（Murshing）
      - 噶拉塘門巴語（kkf）（Kalaktang、西卡门门巴语 West Kameng Tshangla )（也称为“南部门巴语”）

#### 羌-党項語群
- 羌-党項語群（Dzorgaic、Rmaic）
  - 嘉绒语支（rGyalrongic，Jiarongic）
    - †党项语（Tangut、西夏語）（txg）
    - †*南语（Nam）
    - 嘉绒语（rGyalrongish）（jya）
      - 四土话（Situ）
      - 茶堡话（Japhug）
      - 草登话（Tshobdun）
      - 日部话（Zbu）
      - 中南部嘉绒语

    - 尔龚语群（Ergong、Horpa）
      - 格西霍尔语（Dgebshes Horpa）（ero）
        - 道孚话（Daofu、Rta’u、Stau）
        - 革什扎话（Geshezha、Dgebshesrtsa）
        - 上东谷话（Upper Stongdgu、Shang Donggu）

      - 上寨语（sTodsde、Shangzhai）（jih）
        - 蒲西话（Phosul、Puxi）
        - 大依里话（Yunasche、Dayili）
        - 石里-宗科话（Sili-Rtsangkhog、Shili-Zongke）

      - 新龙木雅语Nyagrong Minyag
        - 甲拉西话（Jialaxir、Gyarwagshis）
        - 尤拉西话{Youlaxi、Yangslagshis）
        - 博美话{Bomei、Bangsmad）

      - 西北霍尔语
      - 东霍尔语

    - 拉坞戎语群（Lavrung）
      - 业隆话（Yelong、'Jorogs）
        - 綽斯甲語（Khroskyabs）（jiq）
          - 小依里话（Xiaoyili、Phosul 、Puxi 蒲西）
          - 观音桥话组（Thugschen）
            - 斯跃武话（Siyuewu）
            - 东观音桥组（Eastern Thugschen）
              - 俄热话（Ere、Wobzi）
              - 观音桥-木尔宗组（Thugs-'Brong）
                - 木尔宗话（Muerzong、'Brongrdzong）
                - 观音桥话（Guanyinqiao）

  - 羌语支（Qiangic）
    - 羌语组（Qiangish）
      - †白狼语
      - 羌语(Qiang、尔玛 Rma)
        - 北羌语（cng）
        - 南羌语（qxs）
        - 博罗子羌语（Bolozi、玻璃哦子）
        - 命羌语（Ming）
        - 乡城羌语（Xiangcheng）

      - 土家语（Tujia
        - 毕基语（Biji）（tji）北土家語
          - 互士语（Hushi）
          - 虾语（Xia）
          - 沙沙语（Shasha）

        - 孟兹语（Mengzi）（tjs）南土家語

      - 普米语Pumi（pmi）
        - 北普米语（木里普米语）
        - 中普米语（宁蒗普米语）
        - 南普米语（兰坪普米语）

      - 木雅语Muya（mvm）
        - 东木雅语（emq）
        - 西木雅语（wmg）

      - 却域语Choyo、Queyu（qvy）
      - 塔公却域语Lhagang Choyu (Chinese: Tagong Queyu
      - 扎坝语Zhaba（zhb）（北扎坝语 Drate）
      - 扎米语（Zhami、南扎坝语 Drame）

    - 贵琼语组
      - 贵琼语（gqi）

  - 尔苏语支（Ersuish）
    - 爾蘇語（Ersu）（ers）
      - 则拉话
      - 清水话
      - 汉源话

    - 栗苏语（Lizu、里汝、吕苏）
      - 冕宁话
      - 乃渠话
      - 卡拉话

    - 多续语（Tosu）

  - 纳语支（Naic）
    - 納木依語（Namuyi）（nmy）
      - 木里话
      - 冕宁话

    - 史興語（Shixing）（sxg）
      - 高地旭米語
      - 低地旭米語

    - 纳西语组（Naish）
      - 納西語（Naxi）（nxq）
      - 纳语（Na）
        - 纳恒语（Naheng）
        - 纳汝语（Narua）
        - 玛丽玛萨语
        - 摩梭语（Mosuo）（nru）

      - 拉热语（Laze）

  - 昌都语群（Chamdo）
    - 如美话（Rumei、Rongsmad）
    - 素苦话（gSerkhu、Suku）
    - 东坝话（Lamo、Dongba）
      - 拉磨话（Lamo）
      - 拉梅话（Lamei）

    - 拉茸话（Larong）
      - 仁果话（Renguo、Ringo）
      - 措瓦话（Cuowa、Tshonga）
      - 曲登话（Qudeng、Choedan）

    - 则松话（Zesong、Drag-yabs、Ma、rMa）
      - 芒话（Mang）
      - 玛吉话（Maji）

#### 緬彝語群
- 緬彝語群
  - 贡语（ugo）
    - 桂艾话（Kwê Yai）
    - 桂诺话（Kwê Noi）

  - 曼子语支（Mondzish）
    - 嘎苏话（Kathu）（ykt）
    - 透语（Thou）
    - 曼子语（Mondzi）
    - 模耆语（Mantsi）（nty）
    - 莫期语（Munji）
    - 末昂语（Maang）
    - 估涡语 (麻峨)（Mango）
    - 估涡语 (麻阿)（Manga）
    - 孟噗语（Mongphu）
    - 普标彝语（Maza、麻榭）
    - 䏵俖语（Muangphe）
    - 矛部语（Mauphu）
    - 老本语（Motang、莫当）

  - 緬語支（Burmish）
    - 缅北语支
      - 阿昌语（acn）
        - 陇川方言
        - 梁河方言
        - 潞西方言

      - 蓬语Hpon（hpo）捧語
        - 南蓬语
        - 北蓬语

      - 茶山语（Lachit）（峨昌）
      - 勒期语（Lashi）（lsi）喇期语
      - 浪速语（Langsu、Lhao Vo）（mhx）（浪峨语/浪莪语 Lhaovo、莫汝语 Maru） 
        - 干诺话 Gyanno’
        - 塔咯话 Tho’lhang
        - 拉钦话 Lakin
        - 浪苏话 Lhangsu

      - 浪宋话（Langsong）
      - 波拉语（Pela）（bxd）
      - 载瓦语（Zaiwa）（atb）小山话
      - 阿几语（Asi）
      - 仙岛语（Xiandao）（xia）
      - 曼达语（Maingtha）孟塔

    - 缅南语支
      - 緬語（mya）
      - 答努语（dnv）
      - 因达语（int）
      - 尔玛语（rmz）
      - 若开语（rki）
      - 唐盖语（tco）
      - 土瓦语（tvn）

  - 彝語支（Loloish）
    - 哈尼语支	（Hanoish）
      - 哈尼-阿卡方言（Hani-Akha）
        - 哈尼语群（Hanoid）
          - 哈尼语（Hani）（hni）
          - 糯美语（Nuomei）
          - 糯比语（Nuobi）
          - 腊米语（Lami）
          - 罗缅语（Luomian）
          - 昂罗语（Angluo）
          - 郭合语（Guohe）
          - 果作语（Guozuo）
          - 格活语（Gehuo、格合、格河、昂珞）
          - 奕车语（Yiche、以车語）
          - 期弟语（Qidi）
          - 卡别语（Kabie）

        - 雅尼语群（阿卡语群 Akoid）
          - 阿卡语（ahk）
            - 阿卢语（Alu）
            - 布利语（Buli）
            - 切皮亚语（Chepya、Chipia（ycp）
            - 切乔语（Chicho） 
            - 尤帕语（Eupa）
            - 卡夫语（Kofe、博切 Boche）
            - 木吞语（Muteun、Moteu）
            - 努奎语（Nukui）
            - 尼尤语（Nyau、Nyaeu） 
            - 奥玛语（Oma）
            - 普索语（Phuso）
            - 普利语（Puli）
            - 乌洛语（Ulo）
            - 鸠为方言（Jiuwei）
            - 吉坐方言（Jizuo）

          - 爱尼语（Aini）
          - 木达语（Muda）（ymd）
          - 猛語（Meng）

        - 豪白语群（how）
          - 豪尼语（Haoni）
          - 窝尼语（Woni）
          - 白宏语（Baihong）
            - 垤玛方言

          - 布孔语（Bukong）
          - 布都语（Budu）
          - 梭比语（Suobi）
          - 多尼语（Duoni）
          - 多塔语（Duota）
          - 多课语（Duoke）
          - 阿梭语（Asuo、阿松语 Asong）
          - 阿母语（Amu）

      - 碧卡方言（Bi‑Ka）
        - 碧约语（Biyue）（byo）
          - 高地碧约语
          - 低地碧约语

        - 峨努语（Enu）（enu）（西摩洛语）
        - 卡多语（Kaduo）（ktp）

      - 西拉语群
        - 鲁玛语（Luma、Loma）
        - 帕拉语（Pala）
        - 阿克语（Akeu）（aeu）
        - 勾克语（Gokhy）
        - 木奇语（Muchi、万亚 Wanyä）
        - 西拉语组
          - 西拉语（Sila）（slt）
          - 西达语（Sida）
          - 帕札语（Paza 、普桑语 Phusang）
          - 基尔语（Khir）
          - 搓梭语（Cosao）
          - 帕那语（Phana、 Bana）

      - 毕苏语群（Bisoid）
        - 毕苏语组
          - 毕苏语（Bisu）（bzi）
          - 淮帕语
          - 达考语
          - 老缅语（Laomian）（lwm）
          - 老品语（Laopin）
          - 片语（Pyen）（pyy）
          - 老潘语（Laopan）（lbg）

        - 兴萨里语组（Singsali）
          - 普内语（Phunoi）（pho）
            - 黑夸尼语（Black Khoany）
            - 白夸尼语（White Khoany）
            - 茫语（Mung）
            - 海探语（Hwethom）
            - 加松语（Khaskhong）

          - 兴萨里语（Singsali）
          - 尖坦语（Cantan）
          - 老盛语（Laoseng）
          - 蓬库语（Phongku）
          - 蓬塞语（Phongset）
          - 彭尧语（Phunyot）

        - 贡语组（Coong）
          - 贡语（Cốông）（sgk）
            - 金贡语（Golden Côống）
            - 银贡语（Silver Côống）

          - 桑孔语（Sangkong）（sgk）
          - 楚孔语（Tsukong）

        - 焦霍语（Cauho）
        - 班塘语（Bantang）
        - 孔撒语（Khongsat）（苏玛 Suma）
        - 哈备语（Habei 、Mani）

      - 姆毕语（Mpi）（mpz）
      - 基諾語（Jino）（sgk）
        - 攸乐基諾語（jiu）
        - 补远基諾語（jiy）（本话）

    - 中部彝语（地理分布，不支持亲缘关系）
      - 拉邬语组（Lawoish）
        - 拉邬语（Lawu）（lwu）
        - 阿邬语（Awu）
        - 乐舞语（Lewu）

      - 拉祜语组(Lahoish)
        - 拉祜語（Lahu）（lhu）
          - 拉祜西语（Lahu Xi）（lhi）（黃拉祜語）
            - 米肯话（Mikeng）
            - 纳科话（Nakeo）
            - 巴克奥话（Bakeo）
            - 巴兰话（Balan）

          - 拉祜阿嘎语（Lahu Aga、Aphubele）
          - 拉祜纳语（Lahu Na）（黑拉祜语）La Hủ Năk
          - 拉祜尼语（Lahu Ni） (红拉祜语）
          - 拉祜普语（Lahu Pu）（白拉祜語）
          - 拉祜舍赫勒语（Lahu Shehleh）
          - 拉祜阿莱语Lahu Alai
          - 拉祜尼图语（La Hủ Nê Thu）

        - 苦聪话（Kucong）（lkc）
        - 拉穆语（Lamu）（llh）
        - 劳旁語（Laopang）

      - 努苏语组(Nusoish)
        - 努苏语Nusu（nuf）
          - 南部土语、果科-普洛土语
          - 中部土语、知之罗-老姆登土语
          - 北部土语、瓦娃-空通土语

        - 柔若语(Zauzou、Rouruo)（zal）
          - 果力话
          - 江末话

        - 良苏话（Liangsu）

      - 傈僳语组（Lisoish）
        - 傈僳语（Lisu）（lis）
          - 黑傈僳语
          - 花傈僳语
          - 黄傈僳语

        - 堂郎語（Toloza 、Tanglang）（ytl）
        - 密察语（Miqie、Micha)（yiq）（密岔語、民期語）
        - 米切語（Michi、Michia）
        - 拉慕语（Lamu）
        - 留米语（Limi）（ylm）
        - 勒墨語（Lemo）
        - 彝语中部方言
          - 倮倮泼语（Lolopo）（ycl）
            - 南华倮倮语
            - 宾川倮倮语
            - 姚安倮倮语
            - 双柏倮倮语
            - 大姚土语语
            - 咪俚语（Mili）（ymh）景栋倮倮
            - 厄尼蒲语（Enipu）南大理倮倮
            - 骂池語（Maci）
            - 羌夷語（Qiangyi）
            - 祥云土苏語（Tusu）Tu / Tuzu / Tujia
            - 金平土老话（Tulao）
            - 东拉鲁语（Eastern Lalu）
            - 香堂語（Xiangtang）
            - 窝地佐语（Wotizo）

          - 倮倮波语（Lolopho）
          - 里泼语（Lipo）（lpo）东傈僳语
          - 里帕语（Lipa）（洱源县和永胜县土家 Tujia）
          - 南倮倮泼语（Southern Lolopo）（ysp）
          - 傈波语（Lipha、禄劝傈僳语 Luquan Lisu）
          - 勒苏语（Hlersu、Lesu）（hle）
          - 山苏语（Sansu、散苏 Shansu）
          - 葛苏語（Gesu）

        - 彝语西部方言（腊罗语）
          - 额喀语（Eka）
          - 芒底语（Mangdi）
          - 杨柳话（Yangliu）
          - 腊罗语（Lalo）
            - 徐掌话（Xuzhang）
            - 核心腊罗语
              - 东支
                - 桃树话（Taoshu）
                - 东腊罗语（yit）

              - 中-西支
                - 中支
                  - 东山坝腊罗语（yik）
                  - 西山坝腊罗语（ywt）中腊羅語

                - 西支
                  - 义路话（Yilu）
                  - 西腊罗语（ywl）

          - 腊鲁语（Lalu）
          - 阿鲁语（Alu）
          - 撒马堵语（Samatu）
          - 腊鲁巴（Laluba）
            - 米沙巴（Misaba）
              - 腊洛巴（Laloba）
              - 腊鲁巴（Laluba)

          - 改积语（Gaiji）
          - 西改苏语（Gaisu, Western、Luoren）
          - 西葛泼语（Gepo, Western）
          - 西撒马度语（Samadu, Western）
          - 棚子语（Pengzi）
          - 蒜语（Suan）
          - 洗期麻语（Xijima）

        - 他鲁语群（Taloid）
          - 他鲁语（Talu、他留语 Taliu）（yta）
          - 纳咱语（Nazan）
          - 崀峨语（Lang'e）（yne）
          - 拉烏語（Lawu、拉务）
          - 塔古语（Tagu）
          - 水田語（Shuitian）
            - 泼佩语（Popei）
            - 纳若語（Naruo）（ylo）
            - 纳儒語（Naru）
            - 支里话（Zhili）
            - 倮话（Luo）
            - 子彝话（Ziyi）
            - 水彝话（Shui Yi）
            - 黎明话（Liming）

          - 北阿乌語（Awu, Northern）
          - 六得語（Liude）
          - 纳渣（Nazha)
          - 里乌語（Liwu)
          - 他志语（Tazhi)
          - 塔尔语（Ta'er)
          - 鹤庆语组（Heqing）
            - 跨恩斯话（Kua-nsi）
            - 跨玛斯话（Kuamasi）
            - 莱兹斯话（Laizisi）
            - 子逋斯话（Zibusi）
            - 锁内嘎话（Sonaga）
            - 俄毛柔话（Gomotage）

    - 卡卓语支（Kazhuoish）
      - 卡卓语（Katso）（kaf）
      - 撒梅语（Samei）（smh）
      - 撒慕语（Samu）（ysd）（撒马多语 Samatao、东撒马度语 Eastern Samadu）
      - 撒涅语（Sanie）（ysy）
      - 撒都语（Sadu）
      - 孟武语（Meuma）

    - 北部彝语（Nisoid、尼苏–罗波语群 Nisu–Lope）
      - 彝语北部方言（Nosoid）（iii）（四川彝語、凉山彝语）
        - 曲木苏语（Qumusu，田坝土语 lip ndip mu hxop）
        - 諾蘇語组
          - 諾蘇語（Nuosu）
          - 米西苏语（Muhisu）
          - 北部次方言
            - 圣乍土语（shyp nra hxop 中裤脚话）
            - 义诺土语（yy nuo hxop 大裤脚话）

          - 涅苏语（Niesu）（南部次方言、小裤脚话）
            - 阿都话（Adu）（布拖土语 a du hxop，又称东部土语）
            - 所地话（Suondi）（会理土语 suo ndip hxop，又称西部土语）

        - 都泼語（Doupo、黄彝话）
          - 昆明黄彝话
          - 石林黄彝话

      - 彝语東部方言（Nasoid）
        - 纳苏语组（Nàsū） 
          - 纳苏语Nàsū
            - 烏撒納蘇語（yig）
            - 烏蒙納蘇語（ywu）
            - 水西納蘇語
            - 芒部納蘇語
            - 武祿彝語（ywq）（黑彝）
            - 盘县彝語

          - 纳索语（Naso, Nàsuǒ）
          - 莫其语（Mongi, Mòqí）
          - 阿罗语（Aluo，Alo, Āluó）（yna）（甘彝，纳罗 Naluo）

        - 内苏语组（Nersu, Nèisū）
          - 内苏语（Nersu, Nèisū）
          - 尼普语（Nipu, Nípǔ）

        - 诺索语组（Noso, Nuòsuǒ）
          - 诺索语（Noso, Nuòsuǒ）
          - 补罗语（Polo, Bǔluó）

        - 葛泼语（Gepo）（ygp）（寻甸土语）
          - 峨颇语（Epo）
          - 阿夷子語（Ayizi）（yyz）
          - 古泼語（Gupo）
          - 窝普語（Wopu）
          - 果铺語（Guopu、Guoluo）

        - 乃苏语（Naisu）（红彝、武定土语）
        - 车苏语（Chesu）（ych）(Jishupo 吉输颇)
        - 罗苴语（Luoji）
        - 谷语（Ku）
          - 白泥塘谷语
          - 五家寨谷语
          - 石洞门谷语

        - 嘎斯颇话
        - 德颇語（Depo、阿斗泼 Adou[puo]、干彝）
        - 葛色語（Gese）
        - 构邹語（Gouzou）
        - 腊勾語（Lagou）
        - 腊卡語（Laka）
        - 土数語（Tushu）

      - 彝语南部方言
        - 尼蘇語（Nisu）
          - 東尼蘇語（东部土语、石屏土语、石建土語）（nos）
          - 北尼蘇語（西北部土语、峨山土语、峨新土語）（yiv）
          - 南尼蘇語（元阳次土语、西南部土语、元阳土语、元金土語）（nsd）
          - 西南尼蘇語（墨江次土语、墨江土語）（nsv）
          - 西北尼苏语（nsf）
          - 远西北尼苏语（Far Northwestern Nisu）（永平县北斗彝族乡）

        - 阿务语（Awu、阿乌语、罗泼语 Lope）（yiu）
        - 罗武语（Luowu）
        - 阿常语（Achang）
        - 普连语（Pulian）
        - 阿宗语（Azong）
        - 布崩語（Bubeng）
        - 南改苏語（Gaisu, Southern 、Bailili, Luozu）
        - 乖滚語（Guaigun）
        - 老乌語（Laowu）

    - 東南彝语（阿细-普佤语群 Axi-Puoid）
      - 彝语东南部方言
        - 聂苏语组（Nièsū）
          - 聂苏语（Nesu，Nièsū）
          - 娜苏语（Narsu, Nuósū）
          - 作括语（Zoko, Zuòkuò）

        - 撒尼语组（Sǎní）
          - 撒尼语（Sani, Sǎní）（ysn）
          - 阿细语（Asi, Āxì）（yix）
          - 尼赛语（Nise, Nísài）（yso）（尼斯语 Nisi）
          - 子君语

        - 阿哲语组（Āzhé）
          - 阿哲语（Azi, Āzhé）（yiz）
          - 聂舒语（Neshu, Nièshū）
          - 罗泼语（Lopo, Luópō）
          - 格泼语（Kopo, Gépō）
          - 桑尼语（Sanni, Sāngní）

        - 阿扎语（Azha）（aza）
        - 阿灵泼语（Alingpo）
        - 明廊語（Minglang）

      - 普佤语群（高地夫拉语群）
        - 木吉语（Muji）
          - 南木吉语（Southern Muji）（ymc）
          - 期腊木吉语（Qila Muji）（ymq）
          - 北木吉语（Northern Muji）（ymx）
          - 木支语（Muzi）（ymz）
          - 博卡语（Bokha）（ybk）
          - 富马语（Phuma）（ypm）
          - 拉余语（Laghuu）（lgh）
          - 脱泼语（Thopho）（ytp）
          - 墨几语（Moji）（ymi）
          - 阿普語（Apu、Bokho）

        - 普佤语（Phowa）
          - 圪勒颇普佤语（Hlepho Phowa）（yhl）
          - 拉波普佤语（Labo Phowa）（ypb）
          - 阿尼普佤语（Ani Phowa）（ypn）
          - 夫卡语（Phukha）（phh）
          - 科鲁拉语（Khlula）（ykl）
          - 绰阔语（Zokhuo）（yzk）
          - 带占語（Daizhan）
          - 腊拔泼語（Labapo）

      - 普拉语群（河滨夫拉语群）
        - 普拉语（Phola）（ypg）
          - 阿罗普拉语（Alo Phola）（ypo）
          - 帕拉语（Phala）（ypa）

        - 富帕语（Phupha）（yph）
          - 阿卢固语（Alugu）（aub）
          - 富巴语（Phupa）（ypp）
          - 富匝语（Phuza）（ypz）

      - 仆拉语（Pholo）（yip）
      - 阿車語（Ache、Azhe）（yif）
      - 阿笃语（Adu）
      - 阿梯语（Ati）
      - 弄语（Long）
      - 西期语（Xiqi、斯期颇 Siqipo）
      - 三达語（Sanda）
      - 达头语（Datou）
      - 阿次嘎语（Aciga）
      - 扎依颇语（Zhayipo）

#### 汉藏语系孤立語群和语支
- 松林语（Songlin）
- 萨尔语群
  - 景頗語（kac）
- 侬语支（Nungish）
  - 日旺语（Rawang）（raw） (Răwang, Rvwang、Nung Rawang, Rawan, Rwan, Ch'opa, Kiutze)
    - 达鲁-杰旺语（Daru-Jerwang、由 Dvru 和 Zørwang 组成，包括昆朗语 Kunglang）
      - 马龙语（Malong）
      - 孔龙语（Konglang）
      - 阿维格旺语（Awiqwang）
      - 鲁姆尔语（Rvmøl）

    - 龙米语（Lungmi）
      - 克朗库语（Khrangkhu / 丁宁隆语 Thininglong、南龙米语 Southern Lungmi）
      - 凯伊库语（Kyaikhu、当拉克语 Dangraq、马尚语 Mashang, 北龙米语 Northern Lungmi）

    - 马特旺语（Matwang、穆特旺语 Mutwang）
    - 唐萨尔语（Tangsar）
      - 东唐萨尔语（Tangsar East、长贡 Changgong）
      - 西唐萨尔语（Tangsar West、朗达克贡语 Langdaqgong、仁因池语 Renyinchi)

    - 塔鲁克语（Thaluq）
    - 瓦当空语（Wadamkhong）
    - 克温桑语（Khwingsang）
    - 阿古语（Agu）
    - 丁拉语（Dingra）
    - 彭斯语（Hpungsi）
    - 蒂撒旺语（Htiselwang）
    - 马特瓦姆利语（Matwamly）
    - 撒塔语（Sertha）
    - 撒旺语（Serwang）
    - 瓦科语（Wahke）
    - 塔荣语（Taron）
    - 兹屯语（Zithung）

  - 獨龍語（Derung）（duu） (Trung, Dulong, Drung, Tvrung、Drung, Tulung, Taron, Kiutse, Kiupa, Kiao)
    - 独龙语（Dulong）
    - 怒语（Nu）

  - 阿儂語（Nung）（nun） (Anong, Along, Anung, Khupang)
    - 乔洛语（Cholo）
    - 格瓦扎语（Gwaza）
    - 米科语（Miko）

  - 诺拉语（Norra）（nrr）(Nora, Noza, Nurra)
    - 诺拉语（Nora）
    - 拜亚贝语（Byabe）
    - 基佐洛语（Kizolo）

  - 拉麻语（Lama）（lay）
- 达尼语支（Tani）
  - 阿迪语（Adi，Abor）（adi）
    - 博嘎尔语（Bokar）
    - 拉莫语（Ramon/Ramo）
    - 派里波语（Pailibo）

  - 博日語（Bori）
    - 希蒙语（Shimong/Simong）
    - 卡可语（karko /karka）
    - 柯默卡语（Komkar）
    - 邦多语（Bomdo）
    - 阿兴语（Ashing）
    - 波摩强波语（Bomo-Jambo）

  - 巴达姆语（Padam）
    - 巴昔语（Pasi）
    - 民荣语（Minyong/Miniyong）

  - 达木语（Damu）
    - 潘其语（Pangi/Panggi）

  - 达额木语（Tangam）
  - 米古巴语（Miguba）
  - 米新巴语（Misinba）
  - 尼兴语（Nyishi、尼苏 Nyisu）（njz）
    - 崩尼语（Bangni）
    - 雅诺语（Yano）
    - 米里语（Miri）

  - 米星语（Mishing）（mrg）
  - 塔根语（Tagin）（tgj） 
    - 纳语（Nga）（nbt）
    - 姆熱语（Mara/Mra）
    - 巴依语（Bayi）

  - 阿巴达尼语（Apatani，登尼语 Tanii）（apt）
  - 迦龙语（Gallong/Galong）（adl）
    - 嘎罗语（Galo）
    - 卡科语（Karkòo）
    - 根西语（Gensìi）
    - 泰伊语（Taíi(podia)）
    - 兹尔多语（Zɨrdóo）
    - 拉雷语（Larèe）
    - 普乌戈语（Puugóo）
    - 都巴语

  - 卡姆提语（Kamti）
- 鲁苏语支Hrusish
  - 鲁苏语（Hrusso昂卡Aka）（hru）
  - 米济语（Miji）（sjl）
    - 达迈语（Dhammai、西米济语、萨觉朗语 Sajolang）
    - 纳迈语（Nhammai、東米济语、瓦杜语 Wadu）

  - 崩如语（Bengru）
    - 匹撒语（Pisa）
    - 梅洛语（Melo）
    - 塔冈语（Tagang）
    - 米力语（Mili）
    - 撒佩语（Sape）
- 义都—达让语支（Digaro）
  - 義都語（Idu）（義都-珞巴語）（clk）
  - 達讓語（Digaro 、Taraon）（達讓-僜語）（mhu）
- 桑朗语支（Siangic）
  - 克罗语（Koro）（jkr）
  - 米浪语（Milang）
- 舍朱奔语支
  - 西分支
    - 杜洪比–基斯皮语组（Duhumbi–Khispi 或 Chug–Lish）
      - 楚克语（Chug）（門巴語）（cvg）杜洪比语
      - 利西语（Lish）（門巴語）（lsh）基斯皮语

    - 梅伊–萨尔当语组（Mey–Sartang）
      - 舍朱奔语（Sherdukpen、Mey、Ngnok）（門巴語）（sdp）
        - 谢尔冈语（Shergaon）
        - 鲁帕语（Rupa）

      - 萨尔当语（Sartang）（門巴語）（onp）(Bootpa, But Monpa, But Pa, Matchopa)
        - 杰里加翁语（Jerigaon）
        - 科伊纳语（Khoina）
        - 拉洪语（Rahung）
        - 科伊塔姆语（Khoitam）

  - 蘇龍語（布瑞）（Puroik／苏龙Sulung）（suv）
  - 布贡语（科瓦）（Bugun／科瓦Khowa)（bgg）
    - A分支
      - 布鲁语（Bulu）
      - 拉瓦语（Rawa）
      - 科乔语（Kojo）
      - 罗乔语（Rojo）
      - 萨里奥萨里亚语（Sario Saria）
      - 拉苏姆帕特语（Lasumpatte）
      - 查扬塔乔语（Chayangtajo）

    - B分支
      - 纳姆弗里语（Namphri）
      - 卡斯皮语（Kaspi）
      - 旺霍语（Wangho）
      - 迪克扬语（Dikhyang）
      - 辛查昂语（Singchaung）
      - 比乔姆语（Bichom）
- 格曼语支Miju
  - 格曼语（格曼-僜語）（Kaman）（mxj）
  - 扎话（扎-僜語）（Zaiwa）（zkr）
- 未分類的藏緬語族語言
  - Anu (anl)
  - Ayi（ayx）
  - Khamba (kbg)
  - Lui (lba)
  - Palu (pbz)
  - Pao (ppa)

## 苗瑶语系
- 苗瑶语系
  - 苗语支（Hmongic）（hmn）
    - 巴哼语支（Pahengic）
      - 巴哼语（Pa-Hng）（pha）（Pà Then 、Pateng）
      - 唔奈语（Wunai、Hm Nai）（bwn）
      - 那额语（Na-e）

    - 果雄语支（Xiongic）苗语湘西方言（湘西苗语）（果雄语 Xong）
      - 西部湘西苗语（Xiong）（mmr）
        - 第一土语
        - 第二土语
        - 第三土语

      - 东部湘西苗语（Suang）（muq）
        - 第四土语
        - 第五土语
        - 第六土语

    - 畲语支（Sheic）
      - 畲-炯奈语（She–Jiongnai）
        - 畲语（She）（shx）（活聂语）
        - 炯奈语（Jiongnai）（pnu）

      - 优诺语（Younuo）（buh）（Yongcong）
      - 巴那语（Pa Na）

    - 赫木语支（Hmuic）苗语黔东方言（东部苗语）（赫木语 Hmu）
      - 北部土语（hea）（凯里 Kaili、台江 Taijiang、振峰 Zhenfeng）
      - 东部土语（hmq）
      - 南部土语（hms）（榕江 Rongjiang）
      - 绕家语（西部土语）
      - 东北土语
      - 东南第一土语
      - 东南第二土语
      - 那苗语（Ná-Meo）（neo）

    - 西赫蒙语支（West Hmongic）苗语川黔滇方言（西部苗语）
      - 布瑙语（ Bu-Nao）
        - 布努语（Bunu）（bwx）
          - 东努话（Dongnu、Tung Nu）
          - 努努话（Nunu）
          - 布诺话（Bunuo、Pu No）
          - 布咋话（Buza）

        - 包瑙语（Baonao、瑙格劳语 Nao Klao）
          - 被动诺话（Beidongnuo）

        - 努茂语（Numao、Nu Mhou）
          - 努茂话（Numao）
          - 冬孟话（Dongmeng）
          - 都姆话（Doumu）

        - 北大老话（Beidalao)
        - 长袍话（Changpao)
        - 优迈话（Youmai)

      - 川黔滇次方言（赫蒙语 Hmong）
        - 第一土语（cqd）南花苗（Hmongb Lens／Hmongb Shib（国内）／Hmongb Nzhuab（国外））
          - 青苗话（Green Miao）（hnj）（蒙努语 Hmong Njua）
          - 白苗话（White Hmong）（mww）（蒙逗语 Hmong Daw）
          - 角苗话（Horned Miao）（hrm）（阿赫莫语 A-Hmo）
          - 汉苗话（Sinicized Miao）（hmz）（蒙刷语 Hmongb Shuat）
          - 杜苗语（Hmong Dô）（hmv）
          - 敦苗语（Hmong Don）（hmf）

        - 第二土语（小花苗话）（sfm）北花苗（Gha-Mu）
        - 第三土语（西秀苗语）
        - 第四土语

      - 滇東北次方言（大花苗话）（hmd）（阿赫卯语 A-Hmao）
        - 西部土语
        - 东部土语

      - 贵阳次方言（赫谋语 Hmou）
        - 北部土语（huj）
        - 西南土语（hmg）
        - 南部土语（hmy）
        - 西北土语
        - 中南土语
        - ?麻标语（Mo Piu）

      - 惠水次方言（赫茂语 Hmao）
        - 北部土语（hmi）
        - 西南土语（hmh）
        - 中部土语（hmc）
        - 东部土语（hme）

      - 麻山次方言（老黑苗话）（赫孟语 Hmang）
        - 中部土语（hmm）
        - 北部土语（hmp）
        - 西部土语（hmw）
        - 南部土语（hma）
        - 东南土语
        - 西南土语

      - 罗泊河次方言（hml）（阿赫优语 A-Hmyo）Longli Miao
        - 西家话（Xijia Miao）东部土语
        - 矛邹语（mjo）西部土语

      - 重安江次方言
        - 亻革家语（Gejia Miao）（hmj）
        - 東家語（Dongjia Miao）

      - 平塘次方言（赫莫语 Hmo）
        - 东部土语
        - 北部土语
        - 南部土语
        - 西部土语

  - 瑶语支（勉语支）
    - 藻敏话（Zao Min）（bpn）（八排瑶族）
    - 标敏话（Biao Min）（bje）
      - 东山标敏话
      - 灌阳标敏话
      - 石口标敏话（Moyou）
      - 牛尾寨标敏话（Moxi）

    - 标曼话（Biao Mon）（坳瑶）
      - 长坪标曼话（bmt）
      - ? 罗香标曼话（Biao Mwan）

    - 金门话（Kim Mun）（mji）（平地瑤話，藍靛瑤）
      - 滇桂金门话
      - 防海金门话
        - 海南门语（海南苗族）

    - 勉语（Iu Mien）（ium）（优勉土语，高地瑤話，盤瑤）
      - 广滇勉语
      - 湘南勉语

    - 阳春排瑶语（Yangchun Pai Yao）

### 与苗瑶语有关的混合语
- 伶话（Linglinghua）
- 优念话（Younian）
- 猫家话（Maojiahua、Au-ka）
- 三锹话（Sanqiao、三橇话）（侗语–苗语黔东方言混合语）
- 白石苗语（Baishi Miao）（苗语和侗水语支语言混合语）?

## 壯侗語系

### 黎语支
- 黎语支
  - 黎語（Hlai）（lic）
    - 哈方言（Ha）抱显／黑土土语（Bouhin）
    - 泛黎语
      - 哈方言（Ha）哈炎／哈应／中沙土语（Ha Em）
      - 中部黎语
        - 东部方言群
          - 哈方言（Ha）罗活／保定土语（Lauhut）书面语的基础
          - 杞方言（Qi）
            - 通什土语（Tongzha）
            - 堑对土语（Zandui）
            - 保城土语（Baoting）

        - 北部方言群
          - 西北方言群
          - 东北方言群
            - 美孚方言（Moeifou）
              - 昌江土语
              - 西方土语

            - 润方言（Hyuuen）／本地方言
              - 白沙土语
              - 元门土语

  - 加茂语（Jiamao）（jio）（赛方言 Sai，加我 Jiawo）
    - 加茂方言（Jiamao）
    - 六弓方言（Liugong）
    - 田仔方言（本号 Benhao，南平 Nanping，文罗 Wenluo，祖关 Zuguan，隆广 Longguang，田仔 Tianzi）
    - 群英方言（Qunying）
    - 廖二弓方言（Liaoergong）

  - 仡隆語（Cun 村话）（cuq）（仡隆方言、昌化村话）
  - 谟话（昌感村话）
  - 那斗语（Nadou 徕话）

### 仡央語族
- 仡央語族
  - 仡基语支（Ge–Chi）
    - 仡佬語（Gelao）（gio）
      - 红仡佬语（Red Gelao）
        - 越南红仡佬语（Vandu）（gir）（边境语组）
          - 河江土语（Hà Giang）（Vandu、Wandei）越红
          - †麻栗坡红仡佬语（Malipo）（Uwei）麻红
          - †板栗湾土语（Banliwan）
          - †尖山土语（Jianshan）（Pumuhen）

        - †?丁加坡土语（Dingjiapo）
        - 红仡佬语（A'ou）（aou）（核心语组）（Red Gelao、阿欧方言、黔西方言）
          - 红丰组（Hongfeng cluster）
            - 红丰土语（Hongfeng）
            - 清镇土语（Qingzhen）
            - †沙井土语（Shajing）
            - 猴子田-龙家寨土语（Houzitian-Longjiazhai）
            - †猴子田土语（Houzitian）
            - †龙家寨土语（Longjiazhai）

          - †桥上土语（Qiaoshang）
          - 龙里土语
          - 比贡土语（Bigong）

        - 木佬语（Mulao）（giu）
          - 麻江方言
          - 凯里方言

        - †土蛮语
        - †羿语（Yi）

      - 核心仡佬语
        - 洞口仡佬语（Dongkou Gelao）
        - 白仡佬语（Telue）（giw）（White Gelao、多罗方言 Tolo、黔西南方言）
          - 核心语组
            - 居都土语
            - 磨基土语、湾桃土语

          - 边境语组
            - 月亮湾土语、峰岩土语、老寨土语
            - 越南白仡佬语

        - 中仡佬语（Central Gelao）
          - 青仡佬语（Hakei）（giq）（绿仡佬语Green Gelao、哈给方言、黔中北方言）
            - 仁怀土语、平正土语（紅仡佬）
            - 关岭-晴隆土语组
            - 坡帽土语
            - 三冲土语
            - 越南青仡佬语黄树皮县

          - 汉仡佬语（gqu）稿方言（Qau）、黔中方言
            - 大狗场土语
            - 湾子土语
            - 新寨土语
            - †熊寨土语

    - 水城仡佬语（Shuicheng Gelao、打铁仡佬语 Datie Gelao）
    - 拉基語（Lachi）（lbt）
      - 北支
        - 花拉基话（Flowery Lachi）
        - 汉拉基话（Chinese Lachi）

      - 中支
        - 白拉基话（White Lachi）（lwh）

      - 南支话
        - 黑拉基话（Black Lachi）
        - 長髮拉基话（Long Haired Lachi）

  - 央標语支（Yang‑Biao）
    - 拉哈语（Laha）（lha）
      - 湿拉哈话（Laha Ung）
      - 干拉哈话（Laha Phlao）

    - 巴哈語（Paha）（yha）（巴哈布央語）
    - 布央語（Buyang）
      - 郎念布央語（Langnian、Langjia）（yln）
      - 峨马布央語（E'ma、Ecun）（yzg）
      - 马贯布央語（Maguan）

    - 雅郎布央语（Yalhong、耶容语 Yerong）（yrn）
    - 恩語（En）（enc）（Nung Ven）
    - 普標語（Qabiao）（laq）（Pu Peo、Laqua）

### 侗台語族
- 侗台語族（Dong–Tai）
  - 拉珈語（Lakkia）（lbc）
  - 標話（byk）
  - 侗水語支（Kam-Sui）
    - 仫佬語（Mulam）（mlm）
    - 北部语支
      - 侗語（Kam）
        - 北侗語（doc）
        - 南侗語（kmc）
        - 草苗語（Cao Miao）（cov）
          - 内部苗话（Inner Miao、内岗苗、内堺苗）
            - 六十苗话（Sixty (60) Miao）
            - 四十苗话（Forty (40) Miao）（刁 Diaot）

          - 中部苗话（Middle Miao、中岗苗、中堺苗、二十苗话 Twenty (20) Miao）
          - 外部苗话（Outer Miao、外岗苗、外堺苗）

        - 那溪瑶語（Naxi Yao）
        - 康語（Kang）（kyp）

      - 宏水语（Macro-Sui）
        - 佯僙語（Then、T'en）（tct）
        - 大水语（Greater Sui）
          - 水語（Sui）（swi）
          - 旁水语（Para-Sui）
            - 茶洞语（Chadong）（cdy）
            - 毛南語（Maonan）（mmd）
            - 錦語-莫語（Ai-Cham/Mak）
              - 錦語（Ai-Cham）（aih）
              - 莫語（Mak）（mkg）

  - 臨高-吉兆语支（Be–Jizhao）
    - 臨高語（Vo Limgao、翁贝语 Ong Be）（onb）
      - 臨城土語（西部方言）
      - 澄邁土语
      - 瓊山土語（東部方言）

    - 吉兆话（Jizhao）（海话）

  - 壯傣語支（Zhuang–Tai）
    - 北部台语支（N群）
      - 石語（Saek/傣石）（skb）
      - 尧依语（Yoy/傣幼）（yoy）
      - 行彤傣語（Tai Hang Tong/傣行彤）（thc）
        - 傣包语（Tai Pao/傣包）（tpo）
        - 傣僥語（僥語、Tai Yo/傣侥）（tmp）
          - 傣叨语（Tai Do/Tai Quy Chau/葵州傣语）（tyj）
          - 傣曼语（Tai Mène/傣曼/Tai Nyaw）（nyw）

      - 布依語（pcc）
        - 第一土语、黔南土语
        - 第二土语、黔中土语
        - 第三土语、黔西土语
        - 热依语（Giáy）
        - 普纳语（Pu Nả、Vần Nả）
        - 扬语（Yay）
        - 纳杨语（Nhang、Yang）

      - 壯語（zha）
        - 北壯語（曾用代碼ccx）
          - 標準壯語（武鳴邕北壯語）
          - 依語
            - 邱北壯語（zqe）
            - 东兰土语（板话）
            - 桂邊壯語（zgn）

          - 布多语
            - 右江壯語（zyj）
            - 邕北壯語（zyb）

          - 布壯语
            - 中紅水河壯語（zch）
            - 東紅水河壯語（zeh）
            - 柳黔壯語（zlq）
            - 桂北壯語（zgb）
            - 柳江壯語（zlj）
              - 連山壯語（zln）

          - 布板语
            - 邕南壯語（zyn）

      - 赫章布依语（Hezhang Buyi）
      - 隆桑壮语（Longsang Zhuang）

    - 中部台语支（南壯語（曾用代碼ccy））
      - 民讲（Min Zhuang）（zgm）
      - 左江壯語（zzj）（侬拖语）
        - 凭祥壮语
        - 宁明壮语
        - 雷平壮语
        - 龙州壮语
        - 龙茗壮语
        - 大新壮语
        - 珠儂語（Nung Chau）

      - 德靖壯語（Yang Zhuang）（zyg）（佒儂壯語）
      - 莫杨壮语（Myang Zhuang）
      - 硯廣壯語（Nong Zhuang）（zhn）（侬壮语）
      - 扶平壮语（Pyang Zhuang）
      - 儂語（Nùng、Nong、Tai Nùng、Tay、Tày Nùng）（nut）
        - 龍州儂語（Nung Chao、Lungchow）
        - 萬承儂語（Nùng Phạn Slin、Nohng Fạn Slihngh）
        - 英儂語（Nung Inh）
        - 西部儂語（Nong Zhuang、Nung Din）
        - 佒儂語（Nung Yang，Yang Zhuang）
        - 江儂語（Nùng Giang）
        - 安儂語（Nung An）

      - 文麻壯語（Dai Zhuang）（zhd）（岱壯語）
        - 北部方言、搭头土
        - 中部方言、平头土
        - 南部方言、尖头土
        - 东北方言、偏头土
        - 摆彝语（Baiyi）

      - 岱依语（Tày）（tyz）
        - 保樂岱依語（Tày Bảo Lạc）
        - 重慶岱依語（Tày Trùng Khánh）
        - 土佬语（Thu Lao、Dai Zhuang）

      - 布偏话
      - 布敏语
      - 卜老语（Tsʻün-Lao）（tsl）

    - 西南部台语支（泰語支）
      - 傣萨巴语（Tai Sa Pa）（tys） 沙壩岱依語
      - 南部（Pak Thai）
        - 南部泰语（Pak Thai/巴戴語/泰戴语/Dambro）（sou）
          - 东部方言
            - 洛坤方言（Nakhonsithammarat、那空是贪玛叻）（标准音）
            - 童颂方言（Thungsong）
            - 宋卡方言（Songkhla）
            - 溪布里方言（Syburi）

          - 西部方言
            - 猜耶方言（Chaiya）
            - 春蓬方言（Chumphon）
            - 普吉方言（Phuket）
            - 沙梅方言（Samui）

          - 榻拜方言（Takbai）

      - 中部（清盛語支 Chiang Saen）
        - 北部泰语（Kam Mueang）
          - 兰纳语（Lanna）（nod）
            - 泰阮语（Tai Yuan）
            - 博胶方言（老挝博胶省）
            - 清迈方言（泰国清迈府湄占县和程逸府拉普拉县）
            - 程逸方言（泰国程逸府和老挝沙耶武里省）
            - 叻丕方言（泰国叻丕府）

          - 傣仂语（Tai Lue/傣泐語/Lü/傣吕语/西雙版納傣語）（khb）
          - 傣允语（Tai Yong/傣允语/永语）（yno）（Nyong）
          - 傣痕语（Tai Khün/傣艮语/景栋傣语/景栋-昔卜掸语）（kkh）
          - 北部寮語（寮國琅勃拉邦）

        - 中部泰语（泰语/Thai Siam/暹罗泰）（tha）（泰国）
          - 社会变体5种
            - 街头泰语或普通泰语（Street or Common Thai、口语泰语）
            - 优雅泰语或正式泰语（Elegant or Formal Thai、书面泰语）
            - 修辞泰语（Rhetorical Thai）
            - 宗教泰国（Religious Thai）
            - 皇家泰国（Royal Thai）

          - 首都泰語
          - 中原泰語
            - 阿瑜陀耶話（現代標準泰語）
            - 莊他武里話（東部泰語）
            - 吞武里話（曼谷話）
            - 素攀武里話（大城王朝的標準語）
            - 干乍那武里話
            - 羅勇府話

          - 上中泰語
            - 素可泰話
            - 彭世洛話
            - 北欖坡話

          - 西南泰語
            - 拉差武里話
            - 佛丕話

          - 呵叻話

        - 东北部傣语
          - 傣端语（Tai Dón/Tai Khao/傣皓语/白傣语/ Dǎi Jīnpíng/金平傣语）（twh）
          - 傣搭语（Tày Tac/Tai Tâk/德地傣語/白傣语）（tyt）
          - 傣亮语（Tai Daeng/傣登语/傣丹語/傣赬語/红傣语）（tyr）
          - 傣担语（Tai Dam/傣黕語/傣黯語/黑傣语）（blt）
          - 傣蒙语（Tai Meuay/Tai Meuy）
          - 潘语（Lao Phuan/佬潘语/普安語/Tai Phuan/傣潘）（phu）
          - 傣宋语（Tai Song/Lao Song/老松语）（soa）

      - 老挝-普泰語（Lao–Phutai）
        - 老挝语（Lao/佬/寮語）（lao）（除了琅勃拉邦方言被归类为清盛语）
          -             - 万象方言
            - 中部方言
            - 东北方言（Phouan）
            - 南部方言
            - 西部方言

          - 依善語（Thai Isan/东北泰语）（tts）

        - 老纽语（Lao Nyo）
        - 普泰语（Phu Tai/布傣语/富傣語）（pht）
        - 卡隆语（Kaloeng）

      - 西北部傣语（撣語支）
        - 阿萨姆傣语
          - †阿豪姆语（Ahom/阿洪姆語）（aho）
          - †土隆语（Turung/荼隆语）（tyr）
          - 坎佯语（Khamyang/坎佯傣语）（ksu）
          - 坎底语（Khamti/坎底傣语/罕底语/坎提语）（kht）
            - 北缅甸方言
              - 阿萨姆方言

            - 辛加灵方言

          - 艾通语（Tai Aiton/艾通傣语）（aio）
          - 帕克语（Tai Phake/帕克傣语）（phk）

        - 傣来语（Tai Lai/傣来语/Tai Laing）（tjl）
          - 傣呐语（Tai Nai）
          - 傣腊语（Tai Lai）

        - 掸语（Tai Long/傣龙语）（thi）
          -             - 北部方言
            - 南部方言
            - 东部方言

          - 傣耶语（Tai Yai/傣耶语/傣奄语）（shn）
          - 傣绷语（Tai Pong/泰楞语/Tai Leng）
          - 傣隆语（Tai Long）
          - 傣那语（Tai Nuea/傣那语/德宏傣语/Tai Le/傣勒语/Tai Mao/傣卯语）（tdd）
            - 德宏土语
            - 孟耿土语

      - 红金傣语（Tai Hongjin/Tai Cun/g傣壮语）（tiz）
        -           - 永武土语
          - 马关土语
          - 元江土语
          - 绿石土语

        - 傣雅语（Tai Ya/元新土语/傣友语）（cuu）
        - 傣赛语（Tai Sai）
        - 傣卡语（Tai Kha/Heipu/黑蒲）

      - 傣康语（Tai Khang/Tay Khang/岱康语）（tnu）
      - 巴地语（Pa Di）（pdi）
      - 宽语（Kuan）（uan）
      - 傣奈语（Tai Thanh/Tai Then/傣清语/Thin）（tmm）
      - 傣前语（Tayten）
      - 普格语（Pu Ko）（puk）（也许不存在）
      - 傣孟瓦语（Tai Muong Vat）
      - 日恩语（Rien）（rie）

## 南亞語系
- 卡西—克木语族
  - 佤德昂語支
    - 西支
      - 德昂語
        - 纳盎方言（pll）
        - 布雷語（pce）
        - 若買方言（rbb）

      - 日昂语（ril）

    - 东支
      - 昆格语（kkn）、户语（huo）
      - 克蔑语（mml、kfj）
      - 叁刀语（Samtao）（stu）
      - 布朗語布朗方言（blr）
      - 烏語（布朗語烏方言）（uuu）
      - 佤语
        - 巴饶克方言（prk）
        - 阿佤方言（vwa）
        - 佤方言（wbm）

  - 克木語支
    - 克木語（kjg）
    - 克温语（Khuen）（khf）佛教克木语 Buddhist Khmu (Kmhmu' Khwen)
    - 宽话（xnh）

  - 莽語（zng）
  - 倈語（珀琉語）（ply）
  - 布赓语（bbh）
  - 布兴语（bgk）
- 核心孟高棉語族
  - 京語（越南語）（vie）

## 南島語系

### 核心南島語
核心南島語言依計算方式不同，可有16至20多個語種，以下語種分類以《民族語》為基礎。
- 核心南島語
  - 北台島語族
    - 泰雅語群（Atayalic）
      - 泰雅語（Atayal）
        - 賽考利克泰雅語群(Squliq)
          - 賽考利克泰雅語（Squliq Atayal）
          - 四季泰雅語（Skikun Atayal）

        - 澤敖利泰雅語群(Ci'uli)
          - 澤敖利泰雅語（Ci'uli Atayal）
          - 寒溪語（Hanxi, Kankei；屬臺灣的克里奥爾语）
          - 汶水泰雅語（Mayrinax Atayal, itaal）
          - 萬大泰雅語（Plngawan Atayal/Bandai Atayal, itaral）

      - 賽德克語（Seediq）
        - 都達方言（Toda）
        - 德固達雅方言（Tgdaya）
        - 太魯閣語（Truku）

    - 西北語群（Northwest Formosan）
      - 賽夏語（Saisiyat）
        - 大隘方言 (Ta'ai)
        - 東河方言 (Tungho)

      - 龜崙-巴宰語（Kulon-Pazeh）
        - 龜崙語（Kulon）
          - 南坎方言 (Nankan)
          - 埔頂方言 (Puting)

        - 阿霧安語（Abuan）
          - 巴宰語（Pazeh, Pazih，南投縣埔里鎮愛蘭地區、苗栗縣三義鄉鯉魚潭村）

        - （ 噶哈巫語（Kaxabu, Kahabu，南投縣埔里鎮眉溪四庄）

    - 西部平原語群（Western Plains）
      - 邵語（Thao）
        - 北窟方言 (Barawbaw)
        - 大平林方言 (Taypina)

      - 巴布薩-道卡斯語（Babuza-Taokas）
        - 巴布薩語（Babuza）
          - 虎尾壟語（Favorlang）

        - 道卡斯語（Taokat）

      - 巴布拉-洪雅語（Papora-Hoanya）
        - 巴布拉語（Papora, Papura;干仔轄（Camachat/巴布拉語））
        - 洪雅語（Hoanya）
          - 阿立昆語（Arikun）
          - 羅亞語（Lloa）

  - 鄒語群/中台島語族（Tsouic）
    - 北鄒語群 （Northern）（1）
      - 鄒語（Tsou, Cou）
        - 特富野社方言(Tfuya,Tfuea)
        - 達邦社方言(Tapangu)
        - 伊姆諸社方言(Imucu,Limucu)
        - 魯富都社方言(Luhtsu,Luhtu)

    - 南鄒語群 （Southern）（2）
      - 卡那卡那富語（Kanakanavu）
      - 拉阿魯哇語（Hla'alua,Saaroa）

  - 南台島語族
    - 排灣語（Paiwan）
      - 中南部方言群
        - Kuljaljau
        - Vungalid
        - Kapaiwanan
        - Tjuaqatsiɬay
        - 中部方言群
        - Drarəkrək
        - Patjavaɬ

      - 北端方言群
        - Tjukuvuɬ
        - Kaviangan

      - 西北部方言群
        - Tjaɬjakavus
        - Makazayazaya

      - 中東部方言群
        - Tjariḍik

      - 東部方言群
        - Tjavuaɬi
        - Tjakuvukuvulj

    - 魯凱語（Rukai）
      - 霧台支群
        - 霧台魯凱語（Ngudradrekay）
        - 大武魯凱語（Ngudradrekay）
        - 東魯凱語（Taromak Drekay、Tanan）

      - 茂林支群
        - 茂林語（Teldreka）
        - 多納語（Thakongadavane）

      - 萬山支群
        - 萬山語（'Oponoho）

    - 布農語（Bunun）
      - 郡群（Isbukun）
      - 巒群（Takbanuaz）
      - 丹群（Takivatan）
      - 卡群（Takibakha）
      - 卓群（Takitudu）
      - 蘭群（Takopulan）

    - 卑南語（Pinuyumayan）
      - 南王卑南語 (Puyuma)
        - 下檳榔－初鹿 (Pinaski-Ulivelivek)
        - 利嘉 (Likavung)
        - 建和－知本 (Kasavakan-Katratripulr)

  - 東台島語族
    - 北部語群（Northern）
      - 噶瑪蘭語（Kbalan）
      - 猴猴語（Qauqaut）（已消亡，不列入計算）
      - 凱達格蘭語（Ketangalan）
        - 巴賽語（Basay）
        - 雷朗語（Luilang）
        - 哆囉美遠語（Trobian）
        - 里腦語 (linaw)

    - 中部語群（Central）
      - 阿美語（'Amis, Pangcah）
        - 南勢阿美語 ('Amisay a Pangcah)
        - 秀姑巒阿美語 (Siwkolan 'Amis)
        - 海岸阿美語 (Pasawalian Pangcah)
        - 馬蘭阿美語 (Farangaw Amis)
        - 恆春阿美語 (Palidaw 'Amis)

      - 撒奇萊雅語（Sakizaya）

    - 西南語群/西拉雅語群（Sirayaic）
      - 西拉雅語（Siraya）
      - 大武壠─馬卡道語（Tai-Mak）
        - 大武壠語（Taivuan，台灣南部四社熟番）
        - 馬卡道語（Makatau）

      - 箕模語（Cimo/Tjimur）（有爭議，又歸入排灣族箕模群，不列入計算）

### 馬來-玻里尼西亞語族
- 馬來-玻里尼西亞語族（Malayo-Polynesian）
  - 婆罗-菲律宾语群（Borneo-Philippine）
    - 北菲律宾语群 (Northern Philippine)
      - 巴丹-中吕宋-北民都洛 Bashiic-Central Luzon-Northern Mindoro
        - 巴丹语群 (Bashiic)
          - 伊巴丹语 (Ivatan)
            - 伊巴雅语（Ibatan）(ivb)
            - 伊巴丹语（Ivatan）(ivv)
            - 巴布延語（Babuyan）

          - 達悟语 Tao 与伊巴丹语可以互通。
            - 雅美语、达悟语（Yami）(tao)

  - 核心马来-波利尼西亚语群（Nuclear Malayo-Polynesian）
    - 巽他-苏拉威西语群（Sundanese-Sulawesi）
      - 马来语群 (Malayic)
        - 亚齐语-占语群 (Achinese-Chamic)
          - 占语群 (Chamic)
            - 北占语群 (Northern Chamic)
              - 回辉话（Tsat）(huq)

            - 南占语群 (Southern Chamic)
              - 沿海南占语 Coastal South Chamic
                - 占语-朱魯語 Cham-Chru
                  - 西占语（Cham, Western）(cja)
                  - 朱魯語（Chru） (cje)
                  - 东占语（Cham, Eastern）(cjm)藩朗占語

                - 拉格莱语（Roglai）
                  - 南部拉格莱语 Roglai, Southern (rgs)
                  - 卡吉亚拉格莱语 Roglai, Cacgia (roc)
                  - 北部拉格莱语 Roglai, Northern (rog)

              - 高原南占语 Plateau South Chamic
                -                   - 哈荣语（Haroi） (hro)
                  - 嘉莱语（Jarai）(jra)
                  - 埃地語（Rade） (rad)

## 突厥语系
- 古突厥語（7至13世紀，otk）
- 回鶻語（9至14世紀，oui）
- 察合台語（chg）灭绝
- 艾努語（aib）
- 伊犁土爾克語（ili）
- 維吾爾語（uig）
- 烏孜別克語（烏茲別克語）（uzb）
  - 北烏孜別克語（uzn）
  - 南乌兹别克语（uzs）
- 西部裕固語（ybe）
- 哈卡斯語（kjh）
- 圖佤語（圖瓦語）（tyv）
- 撒拉語（slr）
- 哈薩克語（kaz）
- 柯爾克孜語（吉爾吉斯語）（kir）
- 塔塔爾語（韃靼語）（tat）

## 蒙古语系
- 契丹語（zkt）灭绝
- 中古蒙古語（xng）灭绝
- 經典蒙古語（cmg）灭绝
- 達斡爾語（dta）
  - 图兰语（突厥语族或蒙古语族，存在争议。TRN)
- 蒙古爾
  - 康家語（kxs）
  - 土族語（mjg）
  - 保安語（peh）
  - 東鄉語（sce）
  - 東部裕固語（yuy）
- 衛拉特-喀爾喀
  - 布里亞特語（bua）
    - 中国布里亞特語（巴爾虎布里亞特方言）（bxu）

  - 蒙古語（mon）
    - 周边蒙古语（內蒙古方言）（mvf）

  - 卫拉特
    - 衛拉特語（卡爾梅克語）（xal）
    - 书面衛拉特語（xwo）灭绝

## 满-通古斯语系
- 北通古斯语族
  - 鄂温克语支
    - 鄂温克语（evn）
      - 索伦鄂温克语
      - 通古斯鄂溫克語
      - 雅庫特鄂溫克語

    - 鄂伦春语 （orh）
    - 奇力語
    - 奇勒恩语
- 南通古斯语族
  - 赫哲语支
    - 赫哲语（gld）
    - 翁阔语†

  - 女真语支（又稱滿語支）
    - 女真語（juc）†
    - 满语（mnc）
    - 巴拉语†
    - 恰喀拉語†
    - 阿勒楚喀語†
    - 锡伯语

## 扶餘語系
全族消亡。
| 语言      | 代码 | 备注   |
| --------- | ---- | ------ |
| 高句丽语† | zkg  | 已消亡 |
| 扶余语†   | xpy  | 已消亡 |
| 百济语†   | xpp  | 已消亡 |

## 日琉语系
| 语言 | 代码 | 备注 |
| ---- | ---- | --- |
| 日语 | jpn  | 日本使用的语言。由于近代以来日本先于中国近代化，且两次侵华，日语一度成为中国东北、华北、华东、华南的官方语言，极大影响当地语言体系；而日语对许多西方概念的汉字词翻译也影响了现代汉语。2000年代以后，日本的动漫、轻小说、特摄以及偶像文化传入中国内地，使得日语在中国内地逐渐流行。 |

## 朝鲜语系
| 语言   | 代码 | 方言       | 备注 |
| ------ | ---- | ---------- | --- |
| 朝鲜语 | kor  | 中國朝鮮語 | 通行于吉林东部的延边朝鲜族自治州和长白朝鲜族自治县的中国朝鲜族中。中国朝鮮语以东北方言为主，并受其他朝鲜语方言和东北官话影响。中国大陆称中国朝鲜族使用的语言和朝鲜人使用的语言为朝鮮语；称韩国人使用的语言为韩语；官方开设的小语种专业皆称朝鮮语。1992年中韩建交之前，在中国的朝鲜语教学使用的教材、教授的语音语法皆以朝鲜文化语为标准。中韩建交后，随着韩国企业大规模投资中国，中国朝鲜语开始受到标准韩国语的影响。现在中国的朝鲜语教学使用的教材、教授的语音语法绝大多数皆为标准韩国语，且现在中国教授朝鲜语的外教绝大多数都是从韩国而来，而鲜有朝鲜而来，再加上中韩两国建交后有大量双方人民前往对方国家居住、留学等，以及韩流的影响，现阶段中国朝鲜语已经大大地受到标准韩国语的影响。 |

## 亚非语系
- 亚非语系
  - 阿拉姆语 (arc)
  - 叙利亚语 (syc)
  - 阿拉伯语 (ara)
  - 希伯来语 (heb)

## 印歐語系
- 印歐語系
  - 日耳曼语族
    - 英語(eng)
      - 中式英语
      - 港式英語

    - 德語(deu)
    - 荷蘭語(nld)
    - 丹麥語 (dan)
    - 瑞典語 (swe)
    - 挪威語(nno)
    - 冰島語 (isl)

  - 拉丁语族
    - 拉丁語 (lat)
    - 法語(fra)
    - 西班牙語(spa)
    - 葡萄牙語(por)
      - 澳式葡文

    - 意大利语(ita)
    - 羅馬尼亞語(ron)
    - 加泰羅尼亞語(cat)
    - 科西嘉语(cos)

  - 凯尔特语族
    - 威爾士語(cym)
    - 愛爾蘭語(gle)
    - 蘇格蘭蓋爾語(gla)
    - 布列塔尼語(bre)

  - 希臘語族
    - 希臘語(ell)

  - 波罗的语族
    - 拉脫維亞語(lav)
    - 立陶宛語(lit)

  - 斯拉夫语族
    - 保加利亞語（mkd）
    - 馬其頓語（bul）
    - 塞尔维亚语（srp）
    - 克罗地亚语（hrv）
    - 波斯尼亚语（bos）
    - 斯洛文尼亚语（slv）
    - 捷克語（ces）
    - 斯洛伐克语（slk）
    - 波蘭語（pol）
    - 白俄羅斯語（bel）
    - 烏克蘭語（ukr）
    - 俄語（rus）
      - 伊寧俄语
      - 满洲里俄语

  - 印度-伊朗语族
    - 印度-雅利安语支
      - 梵语（Sanskrit）(san)
        - 经典梵语（Classical Sanskrit）(cls)
        - 吠陀梵語（Vedic Sanskrit）(vsn)

      - 佛教混合梵语（Buddhist Hybrid Sanskrit）
      - 健驮逻语（Gandhari）(pgd)
      - 巴利语（Pali）(pli)
      - 达曼语

  - 伊朗語支
    - 东伊朗语支
      - †西徐亞語（Scythian）(xsc)
      - †塞語（Saka）
        - †于阗语（Khotanese）(kho)
        - †扜弥语
        - †图木舒克语（Tumshuqese、据史德语）(xtq)
        - †坎杰克语（Kanchaki）（康居语）

      - †大夏语、巴克特里亚语（Bactrian）(xbc)
      - †花剌子模语（Chorasmian）(xco)
      - †伊塞克-贵霜语（(Issyk-)Kushan）
      - †粟特语（Sogdian）(sog)
        - 老粟特语
        - 新粟特语
          - 景教粟特语
          - 摩尼教粟特语

      - 阿维斯陀语（Avestan）(ave)
      - 舒格南语 Shughni (sgh)
      - 色勒库尔语（Sarikoli）(srh)
      - 瓦罕语（Wakhi）(wbl)
      - 普什图语（Pashto）(pus)

    - 西伊朗语支
      - †古波斯语（Old Persian）(peo)
      - †米底语（Median）(xme)
      - †安息语（Parthian）(xpr)
      - †钵罗婆语（Middle Persian）(pal,xmn)
      - 俾路支语（Balochi）(bal)
      - 库尔德语（Kurdish）(kur)
      - 新波斯语 (Persian、波斯语) (fas)
        - †回回语
        - 哈扎拉吉语 Hazaragi (haz)
        - 猶太-波斯語（Dzhidi）(jpr)
          - †蓝帽回回语

        - 伊朗波斯語（Farsi, Western、西波斯語）(pes)
        - 達利語（Farsi, Eastern、東波斯語）(prs)
        - 塔吉克语（Tajiki）(tgk)

  - †吐火罗语族（Tocharian）
    - †焉耆語（甲种吐火羅语，東吐火羅語）（xto）
    - †龜兹語（乙种吐火羅语，西吐火羅語）（txb）
    - †楼兰语（丙种吐火羅语、鄯善语）
    - †跋禄迦语（“丙种”吐火羅语）
    - 月氏语
    - 车师语

### 外来印欧语
| 语言     | 代码 | 备注 |
| -------- | ---- | --- |
| 英语     | eng  | 香港的官方语言之一；曾为英占香港（1841年-1997年）的官方语言；曾为威海衛租借地（1898年-1930年）（今威海市）的官方语言；曾为上海、天津美租界，天津、汉口、广州、九江、厦门、镇江、上海英租界，鼓浪屿公共租界，芜湖公共租界，上海公共租界的官方语言；现代是中国内地教育体系事实上的第一外语；属日耳曼语族；英格兰、美国使用的语言。 |
| 德语     | deu  | 曾为膠州灣租借地（1898年-1914年）（今青島市）的官方语言；曾为天津比租界，天津、汉口德租界，天津奥租界的官方语言；上海公共租界，鼓浪屿公共租界的通用语言；属日耳曼语族；德國、奥匈帝国、奧地利、比利时使用的语言。 |
| 荷兰语   | nld  | 曾为荷兰殖民台湾時期（1624至1662年）的官方语言；曾为天津比租界的官方语言；上海公共租界，鼓浪屿公共租界的通用语言；属日耳曼语族；荷兰、比利时使用的语言。 |
| 丹麦语   | dan  | 曾为上海公共租界，鼓浪屿公共租界的通用语言；属日耳曼语族；丹麦使用的语言。 |
| 瑞典语   | swe  | 曾为上海公共租界，鼓浪屿公共租界的通用语言；属日耳曼语族；瑞典使用的语言。 |
| 挪威语   | nno  | 曾为上海公共租界，鼓浪屿公共租界的通用语言；属日耳曼语族；挪威使用的语言。 |
| 葡萄牙语 | por  | 澳门的官方语言之一；曾为葡萄牙占领澳门（16世纪-1999年）的官方语言；曾为上海公共租界的通用语言；属罗曼语族；葡萄牙使用的语言。 |
| 西班牙语 | spa  | 曾为西班牙殖民台湾时期（1626至1642年）的官方语言；曾为上海公共租界，鼓浪屿公共租界的通用语言；属罗曼语族；西班牙使用的语言。 |
| 法语     | fra  | 曾为廣州灣租借地（1899年至1945年）（今湛江市）的官方语言；曾为天津比租界,上海、天津、汉口、广州法租界，上海公共租界，芜湖公共租界，鼓浪屿公共租界的官方语言；属罗曼语族；法國、比利时使用的语言。 |
| 意大利语 | ita  | 曾为天津意租界的官方语言，上海公共租界的通用语言；属罗曼语族；意大利使用的语言。 |
| 俄语     | rus  | 通用于中国俄罗斯族中；曾为旅大租借地（1898年-1905年）（今大连市），俄罗斯称为关东州 (俄罗斯)的官方语言；曾为俄国东省铁路公司中东铁路两侧数十公里宽地带殖民行政区各城镇的官方语言；曾为哈尔滨、天津、汉口俄租界，芜湖公共租界，上海公共租界的官方语言；曾被在华俄国东正教会使用；曾为苏占旅大时期（1945年至1955年）的官方语言；在20世纪50年代作为中国内地教育体系的第一外语；属斯拉夫语族；俄罗斯、苏联使用的语言；在中國的一些邊疆地區也有一定的通行度。 |
| 拉丁語   | lat  | 葡萄牙占领澳门后，天主教耶稣会教士在澳门开创拉丁语教学，拉丁语是基础性课程；属罗曼语族；天主教會使用的语言。 |

## 混合語
- 倒話（漢、藏混合語）（河口话）
- 水磨房话（漢、藏混合語）
- 松潘话（漢、藏混合語）
- 五屯話（Wutun）（wuh）（漢、藏混合語）
- 唐汪話（Tangwang）（漢、東鄉語混合語）
- 托茂语（混合阿拉伯语和波斯语词汇以及蒙古语的混合語）
- 誒話（E 、Ei、五色話 Wuse）（eee）（漢、侗水語支混合語）
- 高欄語（Cao Lan）（mlc）（北部台語支–中部台語支混合語）
- 八甲话（Bajia）勐阿八甲（漢、傣語混合語）
- 伶话（Linglinghua）（伶人，漢、苗混合語）
- 猫家话（Maojiahua、Au-ka）（漢、苗混合語）
- 优念话（Younian）（龙胜红瑶话、漢、苗混合語）
- 优家话（瑶族汉语）
- 木哟话（瑶族汉语）
- 民瑶话（瑶族汉语）
- 两安瑶话（瑶族汉语）
- 平地瑶话（爷贺尼 Yeheni）
- 八峒瑶语（峒话）
- 青衣苖话（苖族汉语）
- 白石苗语（Baishi Miao）（苗语和侗水语支语言混合语）?
- 三锹话（Sanqiao、三橇话、酸汤话）（侗语–苗语黔东方言混合语）
- 寨牙话（汉侗混合语）
- 通道下乡话（汉侗混合语）
- 寒溪語（Yilan Creole Japanese）（宜蘭克里奥尔语、日語客里謳、泰雅語詞彙-日語詞文法）
- 日本寄语（洋泾浜日语）
- 澳門土生葡語（mzs）
- 澳门葡语
- 广州英语
- 上海洋泾浜语
- 海上洋泾浜英语
- 恰克图语
- 哈尔滨洋泾浜俄语
- 胶州湾洋泾浜德语

## 語系不明古代语言
- 东夷语
- 匈奴语
- 羯語
- 匈人语
- 丁零语
- 敕勒语

## 手語
- 中國手語（csl）
- 香港手語（hks）

## 古代語言
- 漢藏語系
  - 古藏語（7至10世紀，otb）；經典藏語（10至12世紀，xct）
  - 象雄語（7至10世紀，xzh）
  - 西夏語（11至14世紀，txg）
- 印歐語系
  - 吐火羅語（7至10世紀）：焉耆语（xto）；龟兹语（txb）
  - 塞語（xsk）：于闐語（kho）；图木舒克语（xtq）
  - 粟特語

## 外部連結
- 中國民族語言研究網